# Apurimacia
Apurimacia es un género de plantas con flores  perteneciente a la familia Fabaceae. Comprende 10 especies descritas y de estas, solo 6 aceptadas.

## Taxonomía
El género fue descrito por Hermann Harms y publicado en Repert. Spec. Nov. Regni Veg. 19: 10. 1923.

## Especies aceptadas
A continuación se brinda un listado de las especies del género Apurimacia aceptadas hasta julio de 2014, ordenadas alfabéticamente. Para cada una se indica el nombre binomial seguido del autor, abreviado según las convenciones y usos.	
- Apurimacia boliviana (Britton) Lavin
- Apurimacia dolichocarpa (Griseb.) Burkart
- Apurimacia incarum Harms
- Apurimacia libertatis Harms
- Apurimacia lonchocarpoides Harms
- Apurimacia michelii (Rusby) Harms